# Palaquium ravii
Espèce
Statut de conservation UICN

 EN B1+2c : En danger
Palaquium ravii est une espèce de plantes à fleurs de la famille des Sapotaceae.

## Publication originale
- Blumea 35(2): 385. 1991.